# IV edició dels Premis MiM
La 4a cerimònia de lliurament dels Premis MiM Series, coneguts com a Premis MiM 2016, va tenir lloc a l'Hotel EM - Reina Victòria de Madrid el 28 de novembre de 2016. La presentadora de la gala, va ser l'actriu Eva Isanta.

## Preparació

### Jurat
El jurat va estar compost per Alejandro Hernández, escriptor i guionista de pel·lícules com a "Caníbal"; Azucena Rodríguez, guionista i directora de títols com 'Cuéntame como pasó'; Carlos Iglesias, actor de llarga trajectòria en televisió i director de pel·lícules com "Un franco, 14 pesetas"; Fernando Colomo, director de "Bajarse al moro" o "Los años bárbaros"; i Natalia Marcos, periodista de Televisió d' El País.

## Nominats i guanyadors
Els nominats finalistes es van donar a conèixer el 17 d'octubre del 2016.

### Categories generals
| Millor DAMA a la millor sèrie dramàtica | Millor DAMA a la millor sèrie de comèdia |
| --- | --- |
| - Vis a vis ‡ - Mar de plástico - El ministerio del tiempo - El Príncipe                                                                                       | - La que se avecina - Gym Tony - Allí abajo - Olmos y Robles                                                                                                  |
| Premi DAMA a la millor minisèrie o tv-movie | Premi DAMA a la millor sèrie diària |
| - Teresa ‡ - ¿Qué fue de Jorge Sanz? (Episodi 7) - Habitaciones cerradas                                                                                       | N/A |
| Premi MIM a la millor interpretació femenina de drama | Premi MIM a la millor interpretació masculina de drama |
| - Belén López per Mar de plástico ‡ - Blanca Suárez per Carlos, Rey Emperador - Verónica Sánchez per El Caso: Crónica de sucesos - Paula Echevarría per Velvet | - Álvaro Cervantes per Carlos, Rey Emperador ‡ - Rodolfo Sancho per Mar de plástico - Hugo Silva per El ministerio del tiempo - José Coronado per El Príncipe |
| Premi MIM a la millor interpretació femenina de comèdia | Premi MIM a la millor interpretació masculina de comèdia |
| - Nathalie Seseña per La que se avecina ≠ - María León per Allí abajo - Eva Isanta per La que se avecina - Malena Alterio per El hombre de tu vida             | - Pepe Viyuela per Olmos y Robles ‡ - Jordi Sánchez per La que se avecina - Santi Millán per Chiringuito de Pepe - Jon Plazaola per Allí abajo                |
| Premi MIM a la millor direcció | Premi MIM al millor guió |
| - Mar de plástico ‡ - El ministerio del tiempo - La que se avecina - Vis a vis                                                                                 | - El ministerio del tiempo ‡ - La que se avecina - Mar de plástico - La embajada                                                                              |

### Categories específiques
- PREMI ESPECIAL a la Contribució Artística en la Ficció Televisiva: Belén Rueda[1]
- PREMI NOU TALENT: N/A

## Múltiples nominacions i premis

### Drama
| Sèrie                    | Nominacions |
| ------------------------ | ----------- |
| Mar de plástico          | 5           |
| El ministerio del tiempo | 4           |
| Vis a vis                | 2           |
| El príncipe              | 2           |
| Carlos, Rey Emperador    | 2           |

| Sèrie             | Premis |
| ----------------- | ------ |
| Mar de plástico   | 2      |
| La que se avecina | 2      |

### Comèdia
| Sèrie             | Nominacions |
| ----------------- | ----------- |
| La que se avecina | 6           |
| Allí abajo        | 3           |
| Olmos y Robles    | 2           |